# Warren Cowgill
Warren Crawford Cowgill (Archivo de audio "k" no encontrado 19 de diciembre de 1929 - 20 de junio de 1985) fue un lingüista estadounidense. Fue profesor de lingüística en la Yale University y la máxima autoridad de la Encyclopædia Britannica en lingüística indoeuropea. Dos leyes fonéticas indoeuropeas distintas llevan su nombre: la ley de Cowgill del griego y la ley de Cowgill del germánico.
Cowgill era inusual entre los lingüistas indoeuropeos de su época por creer que el indoeuropeo debería clasificarse como una rama del indohitita, con el hitita como lengua hermana de las lenguas indoeuropeas, en lugar de una lengua hija.
Warren Cowgill y su hermano gemelo, el antropólogo George Cowgill, nacieron cerca de Grangeville (Idaho). Junto con su hermano, se graduó en la universidad de Stanford en 1952 y obtuvo un doctorado en Yale en 1957. Fue miembro de la facultad de Yale en el departamento de lingüística hasta su muerte en 1985.